# GeoAraba
GeoAraba es un portal en Internet que permite acceder a la información geográfica generada por la Diputación Foral de Álava.

## Descripción
GeoAraba es un proyecto para la gestión de los mapas cartográficos promovido por el área de Urbanismo que pertenece a la Dirección de Medio Ambiente y Urbanismo y el Centro de Cálculo de Álava (CCASA) de la Diputación Foral de Álava. Facilita la descarga de los datos geográficos de diferentes temáticas del territorio de Álava en diferentes formatos para el uso con herramientas SIG (Sistemas de Información Geográfica) o CAD (Diseño asistido por ordenador).

### Servicios
Los servicios de información con los que cuenta y que se visualizan en mapas, son: la Base Topográfica Armonizada (BTA) de Álava a escala 1:5000; Base Topográfica Urbana (BTU) de Álava que armoniza la cartografía de los núcleos urbanos a escala 1:500;recursos de servicios sociales; divisiones administrativas del Territorio Histórico de Álava, los límites municipales y los límites concejiles; Planes Generales de Ordenación Urbana de ámbito municipal vigentes en el Territorio Histórico de Álava;Inventario de los servicios de: abastecimiento, alumbrado, gas, red eléctrica, saneamiento, telecomunicaciones y vías públicas;Catastro; Bienes Culturales;Rutas e itinerarios verdes; Montes públicos, pistas forestales, roturos; Tramos de pesca en ríos, límites de cotos, puestos de caza, delimitación de zonas;Recogida de residuos.

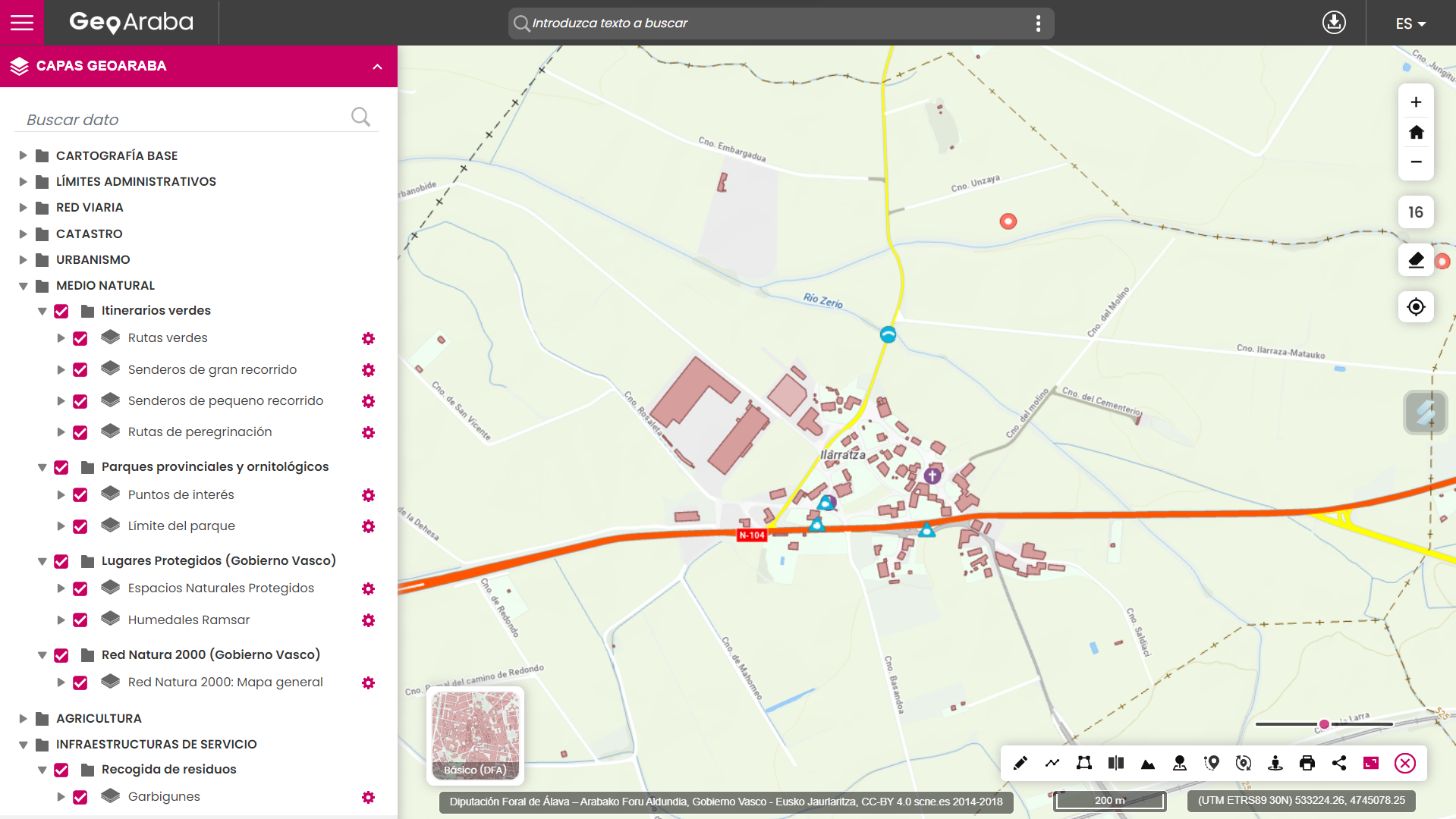
GeoAraba - visor de mapas

### Visor de mapas
Un visor trata de recoger toda la información disponible que se encuentre geolocalizada y establecer cada conjunto de datos en capas. La estrategia del proyecto GeoAraba contempla seguir evolucionando con mayor información y posibilidad de actualización así como contribuir con catálogos de metadatos abiertos para facilitar el acceso a la información. Los contenidos del portal GeoAraba están sujetos a licencia Creative Commons Reconocimiento 4.0. 
El portal registraba en marzo de 2023 una media de 500 visitas al día, unas 15.000 al mes.

### Ortofoto más antigua de Álava
En el visor de GeoAraba puede consultarse la ortofoto más antigua que existe de Álava, de 1932-1934. Con la herramienta <comparación de mapas> es posible apreciar mejor la transformación del paisaje en estos casi 100 años que han transcurrido desde la toma de las fotografías.
En el apartado de Ortofotos del centro de descargas de GeoAraba hay disponibles presentaciones PDF e imágenes georreferenciadas de cada uno de los núcleos de población de Álava. También es posible descargar la ortofoto dividida por hojas 1:5000.